# IC 1708
IC 1708 је расијано звјездано јато у сазвјежђу Хидрус које се налази на листи објеката дубоког неба у Индекс каталогу.
Деклинација објекта је - 71° 11' 2" а ректасцензија 1h 24m 56,5s. IC 1708 је још познат и под ознакама ESO 52-SC2.